# Egentid
Egentid er en størrelse inden for den specielle relativitetsteori, hvor tid og rum afhænger af inertialsystemet. Dvs. at to personer fx vil måle forskellige tider, hvis de bevæger sig ved forskellige hastigheder, hvilket kaldes for tidsforlængelse.
Egentiden er derfor defineret som en ny størrelse, der ikke afhænger intertialsystemet; den er invariant under Lorentz-tranformationer.

## Definition
For at finde en passende definition benyttes det differentielle 4-interval {\displaystyle {\text{d}}\mathbf {s} }:
{\displaystyle {\text{d}}\mathbf {s} =(c{\text{d}}t,{\text{d}}x,{\text{d}}y,{\text{d}}z)}
hvor {\displaystyle t} er tiden, mens {\displaystyle x}, {\displaystyle y} og {\displaystyle z} er retningerne i et givent inertialsystem {\displaystyle {\text{S}}}. {\displaystyle c} er lysets fart, der er Lorentz-invariant. Denne 4-vektor repræsenterer en forskydning i rumtiden, og selvom dens komponenter er relative, er dens skalarprodukt Lorentz-invariant. Skalarproduktet er givet ved:
{\displaystyle {\text{d}}s^{2}=c^{2}{\text{d}}t^{2}-{\text{d}}x^{2}-{\text{d}}y^{2}-{\text{d}}z^{2}}
Intervallet har enheder af længde, så egentiden defineres derfor som intervallet divideret med lysets fart:
{\displaystyle {\text{d}}\tau ^{2}\equiv {\frac {{\text{d}}s^{2}}{c^{2}}}}
Egentiden er altså relateret til den relative tid ved:
{\displaystyle {\text{d}}\tau ^{2}={\text{d}}t^{2}\left(1-{\frac {{\text{d}}x^{2}+{\text{d}}y^{2}+{\text{d}}z^{2}}{c^{2}{\text{d}}t^{2}}}\right)}
Hvis en partikel er i sit hvilesystem {\displaystyle {\text{S}}'}, er den rumlige forskydning nul, og udtrykket reducerer derfor til:
{\displaystyle {\text{d}}\tau ^{2}={\text{d}}t'^{2}}
Egentiden er altså det samme som tiden i hvilesystemet. Mere generelt ses det, at der på højresiden er den rumlige forskydning over den tidslige forskydning, hvilket blot er hastigheden {\displaystyle v}:
{\displaystyle {\text{d}}\tau ^{2}={\text{d}}t^{2}\left(1-{\frac {v^{2}}{c^{2}}}\right)}
Denne faktor er den inverse Lorentzfaktor {\displaystyle \gamma (v)} i anden. Den differentielle egentid kan derfor skrives som:
{\displaystyle {\text{d}}\tau ={\frac {{\text{d}}t}{\gamma (v)}}}
hvilket er udtrykket for tidsforlængelse.

## Eksempel
Et ur bevæger sig med ({\displaystyle v}) 90 % af lysets fart. Fra start til slut måler et stillestående ur 30 sekunder ({\displaystyle \Delta t}). Det første ur vil derimod måle tiden:
{\displaystyle \Delta \tau =30{\text{ s}}\cdot {\sqrt {1-{\frac {(0.9c)^{2}}{c^{2}}}}}=13{\text{ s}}}
I urets hvilesystem går tiden altså langsommere.